# Cloruro de potasio
El compuesto químico cloruro de potasio (KCl), también denominado muriato de potasio, es un haluro metálico compuesto de potasio y cloro. En su estado puro es inodoro. Se presenta como un cristal vítreo de blanco a incoloro, con una estructura cristalina cúbica centrada en las caras que se fractura fácilmente en tres direcciones. El cloruro de potasio se utiliza en medicina, aplicaciones científicas, procesamiento de alimentos y en ejecución legal por medio de inyección letal. Se presenta naturalmente como el mineral silvita y en combinación con cloruro de sodio como silvinita. Es un compuesto inorgánico.

## Propiedades químicas
El cloruro de potasio puede reaccionar como una fuente de ion cloruro. Como cualquier otro cloruro iónico soluble, precipita cloruros insolubles cuando es agregado a una solución de una sal metálica apropiada como nitrato de plata:
KCl(ac) + AgNO3(ac) → AgCl(s) + KNO3(ac).
Aunque el potasio es más electropositivo que el sodio, el KCl puede reducirse a metal por medio de una reacción con sodio metálico si el potasio es retirado por destilación, debido al Principio de Le Châtelier.
{\displaystyle {\ce {KCl(l) + Na ->[{850°C}] NaCl(l) + K(g)}}}
Este es el método principal para producir potasio metálico. La electrólisis (utilizada para el sodio) falla debido a la alta solubilidad del potasio en KCl líquido.

## Extracción y manufactura
El cloruro de potasio se encuentra naturalmente como silvita, y puede extraerse de la silvinita. También puede extraerse del agua salada y puede producirse por cristalización, por flotación o por separación electrostática de minerales apropiados. Es un subproducto de la fabricación de ácido nítrico a partir de nitrato de potasio y ácido clorhídrico.

## Aplicaciones
La mayoría del cloruro de potasio producido se utiliza en la fabricación de fertilizante, ya que el crecimiento de muchas plantas es limitado por el consumo de potasio. Como reactivo químico se utiliza en la manufactura de hidróxido de potasio y potasio metálico. Se utiliza en cantidades importantes como fundente, junto con el cloruro sódico, para la recuperación del aluminio a partir de la fusión en horno rotativo de los desperdicios y las escorias/espumas, de ese metal. También se utiliza en medicina, en casos de diarrea, vómitos y en el postquirúrgico del aparato digestivo, en aplicaciones científicas, procesamiento de alimentos y en ejecuciones judiciales a través de inyección letal.

## Propiedades biológicas y médicas
El potasio es vital para el cuerpo humano y si bien se encuentra en una enorme cantidad de vegetales usuales en la cocina (ver potasio en la dieta), la ingestión oral de cloruro de potasio es un medio para obtenerlo, aunque también puede ser disuelto y administrado de forma intravenosa. Puede ser utilizado como un sustituto de la sal en la comida, pero dado a su sabor débil, agrio y poco salado es generalmente mezclado con sal regular para mejorar su sabor (es el componente principal de la sal dietética reducida en sodio). Medicinalmente se utiliza en el tratamiento de hipokalemia (insuficiencia de potasio) y condiciones asociadas. También se utiliza en el tratamiento de envenenamiento con digitals. Efectos colaterales pueden incluir incomodidad gastrointestinal, incluyendo náuseas y vómitos, diarrea y hemorragia intestinal. La sobredosis causa hiperkalemia la cual puede producir parestesia, bloqueo de la conducción cardíaca, fibrilación y arritmias, también efectos escleróticos.

## Funciones para la salud
El potasio es el catión principal de las células corporales (150 mEq/L, del líquido intracelular), este se encuentra en una baja concentración en el plasma y en el líquido extracelular (3.5-5.0 mEq), en adultos sanos. El potasio cumple un papel importante en el equilibrio electrolítico, es esencial para el buen funcionamiento de las células nerviosas y musculares. Cumple una función enzimática  para la producción de energía celular.

## Precauciones
Oralmente es poco tóxico: la DL50 es de alrededor de 250 mg/kg (es decir que una persona con un peso de 70 kg tendría que consumir 17.5 g, la toxicidad de la sal de mesa es similar). Intravenosamente se reduce a solamente 100 mg/kg pero de mayor preocupación son sus efectos severos sobre el músculo cardíaco; altas dosis pueden causar paro cardíaco y una muerte rápida. También en contacto con la piel puede producir severas quemaduras y si se inyecta por vía intravenosa sin diluir causará serias quemaduras y una muerte lenta.